# Accademia Veneziana
L'Accademia Veneziana (o, talvolta, Accademia Veneta), nota anche come Accademia della Fama, per via della propria marca editoriale, è stata un'istituzione culturale e scientifica, nonché una casa editrice, attiva a Venezia nella seconda metà del XVI secolo.

## Storia
Fondata nel 1558 da Federico Badoer, un diplomatico della Repubblica di Venezia, era composta da un centinaio fra patrizi, eruditi, scienziati e umanisti dell'epoca, che prescelsero come proprio cancelliere Bernardo Tasso. Le sue riunioni erano articolate sulla letture di memorie relative a diverse discipline, fra le quali la teologia, la filosofia, la metafisica, la poesia, la matematica e la cosmografia, le scienze naturali e il diritto, tanto che, nonostante la breve vita delle sue attività, venne considerata alla stregua di una università di scienze e lettere, con grande notorietà anche a livello internazionale. Fra gli obiettivi dell'Accademia vi era anche la promozione della lingua italiana in materie nelle quali il suo uso era ancora nuovo: si ricorda, ad esempio, il Discorso generale sopra la legge canonica dell'accademico Marco Antonio Pagani da Forlì.
Il programma dell'Accademia della Fama prevedeva anche di fornire, con l'ausilio e il placet del Consiglio dei Dieci, la sistematizzazione e la pubblicazione delle leggi della Repubblica veneziana, promuovendo altresì tutto quanto potesse essere utile, come ad esempio l'accesso ad una fornita biblioteca.
La conoscenza del sapere doveva essere, infatti, veicolata attraverso la pubblicazione di testi scelti, fra i quali quelli dell'umanista Paolo Manuzio, che fin dall'inizio - non a caso - era stato chiamato a dirigere la tipografia dell'Accademia, affinché ne curasse le edizioni secondo i canoni delle aldine.  La marca editoriale, che compariva sul frontespizio dei volumi, era costituita dalla  «Fama in atto di volare, con un piede sul mondo e la tromba in bocca, su sfondo di raggi di luce, entro una corona di alloro», mentre aveva come motto Io vol al ciel per riposarmi in Dio. La sua esperienza si chiuse, nel 1561, con il fallimento e il connesso incarceramento del suo fondatore.